# Blekholmen, Stockholm
För andra betydelser, se Blekholmen.

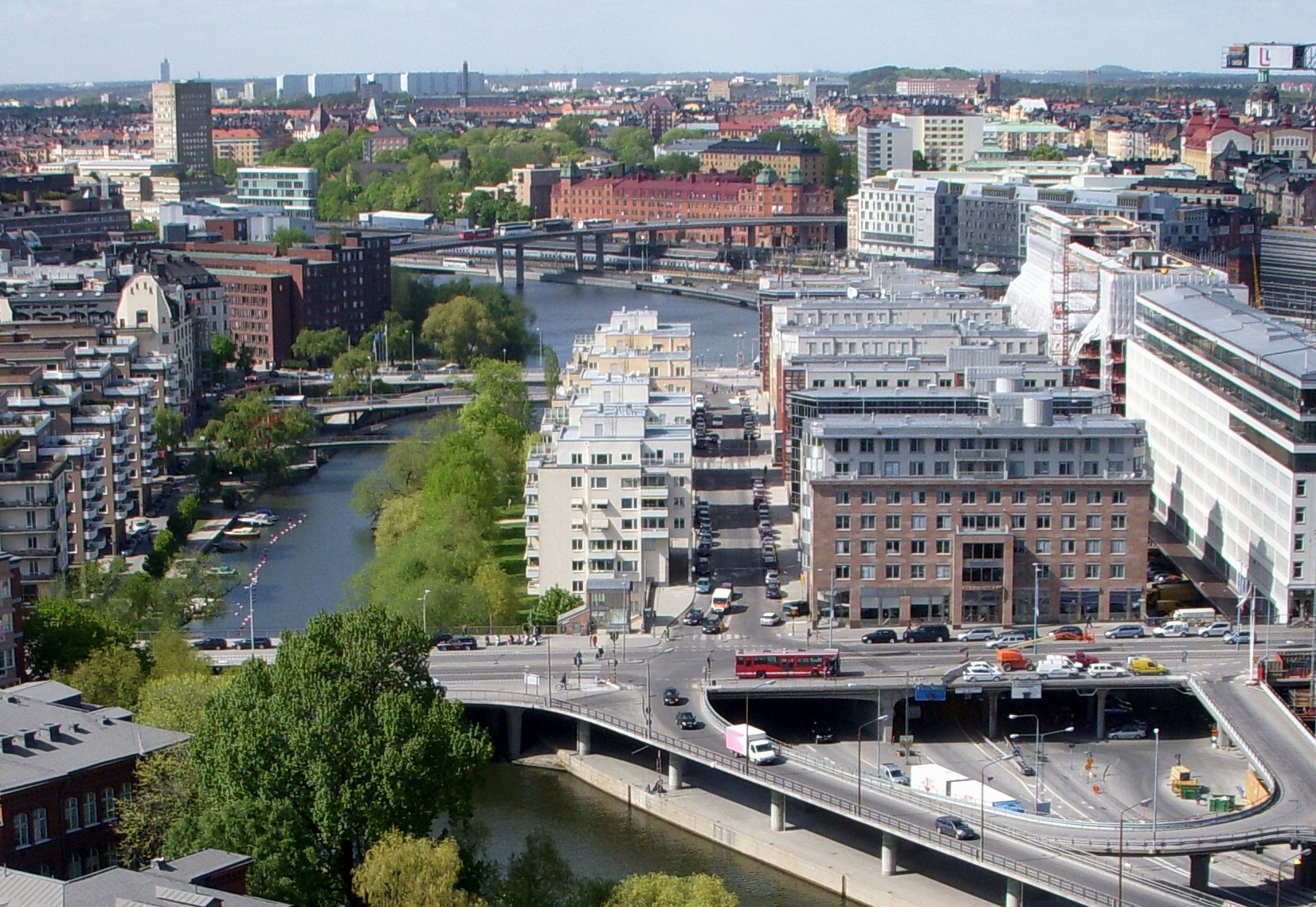
Blekholmen från Stadshustornet 2009.

Blekholmen är ett område och rester efter en holme i den västra delen av stadsdelen Norrmalm i Stockholms innerstad. Det avgränsas av Kungsbron, Västra Järnvägsgatan, Klarabergsviadukten och Klara sjö. Huvuddelen av bebyggelsen ligger över Blekholmstunneln och består av kontors- och bostadshus uppförda under 1990-talet. Blekholmsbron, en gång- och cykelbro, leder över till Kungsholmen.

## Historia
Blekholmen var ursprungligen en liten holme i som fram till 1700-talets mitt låg i Klara sjö mellan Norrmalm och Kungsholmen. Namnet "Blekholmen" är belagt sedan 1600-talet och antyder att vävnader förr lades ut för blekning där, förmodligen linnevävar som hade tillverkats i det närbelägna barnhuset. På en gravyr från 1650 syns det utlagda tygstycken på den lilla holmen samt att den hade landförbindelse med träbroar mot Norrmalm och mot Kungsholmen. På Petrus Tillaeus karta från 1733 syns att Blekholmen blivit en oval halvö av Norrmalm och här passerade Gamla Kungsholmsbron. 

### Historiska kartor

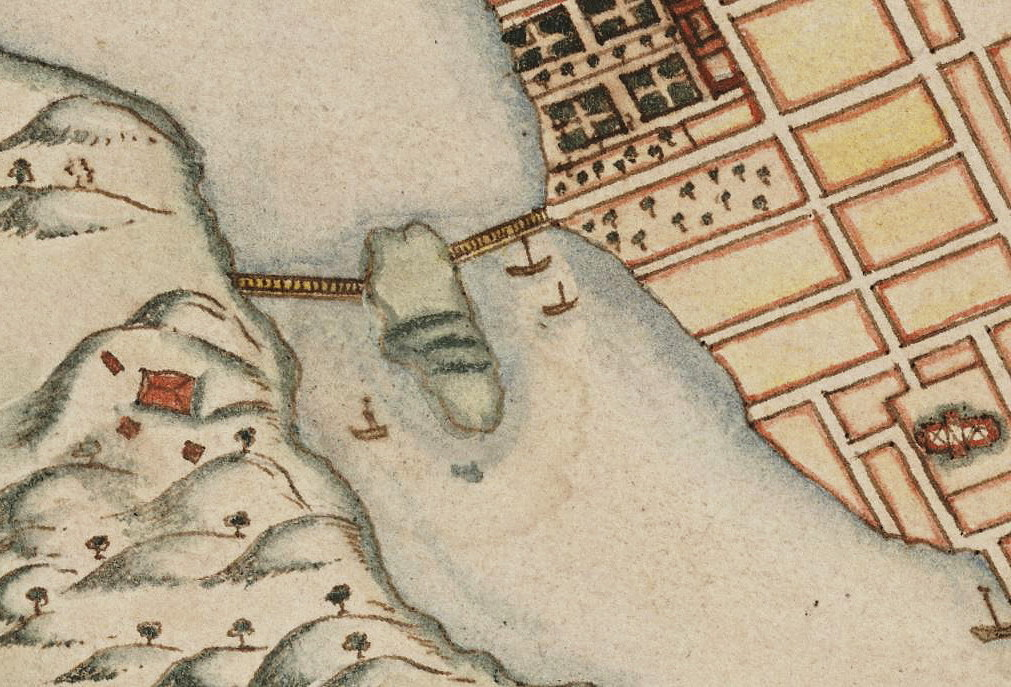
1642.
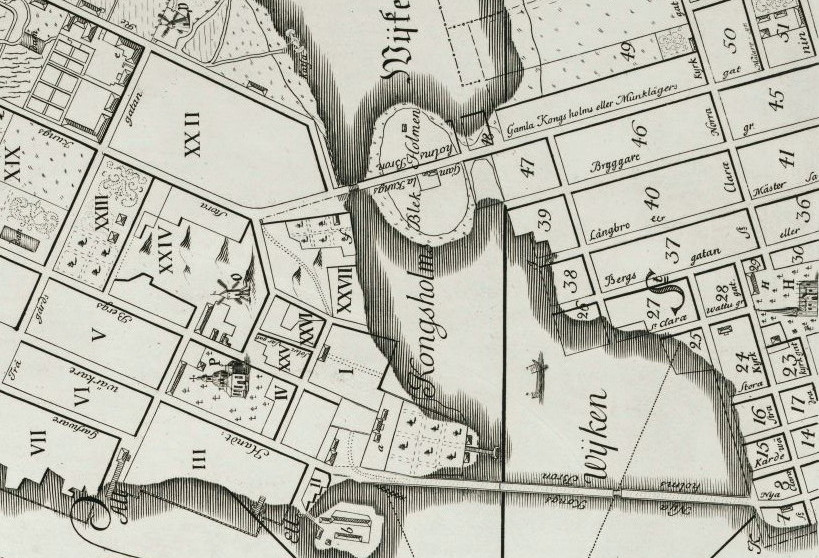
1733.
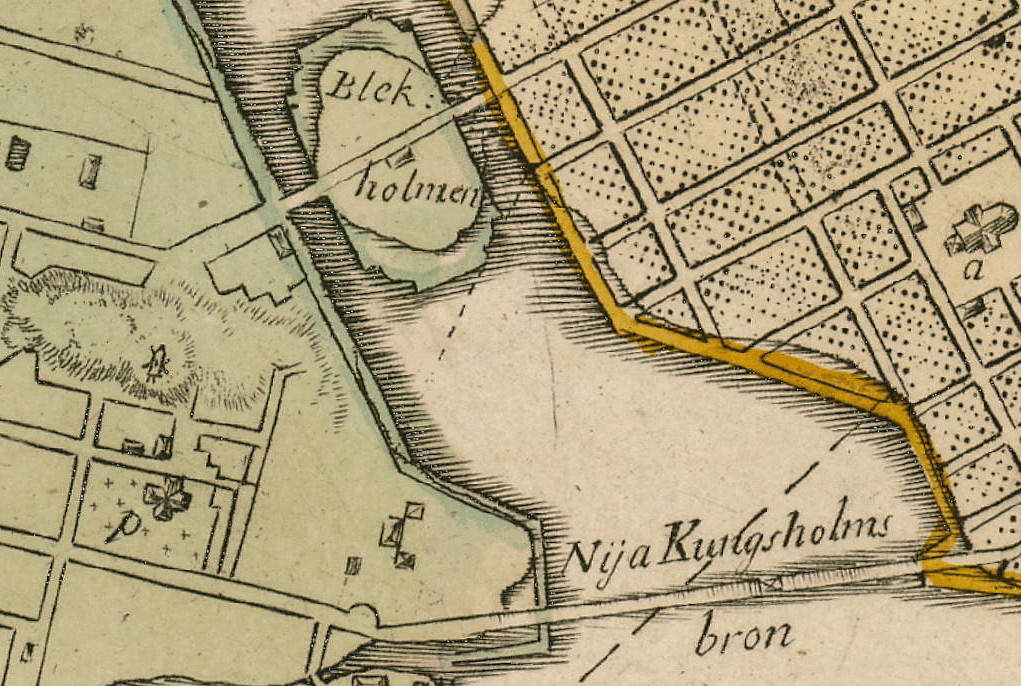
1751.
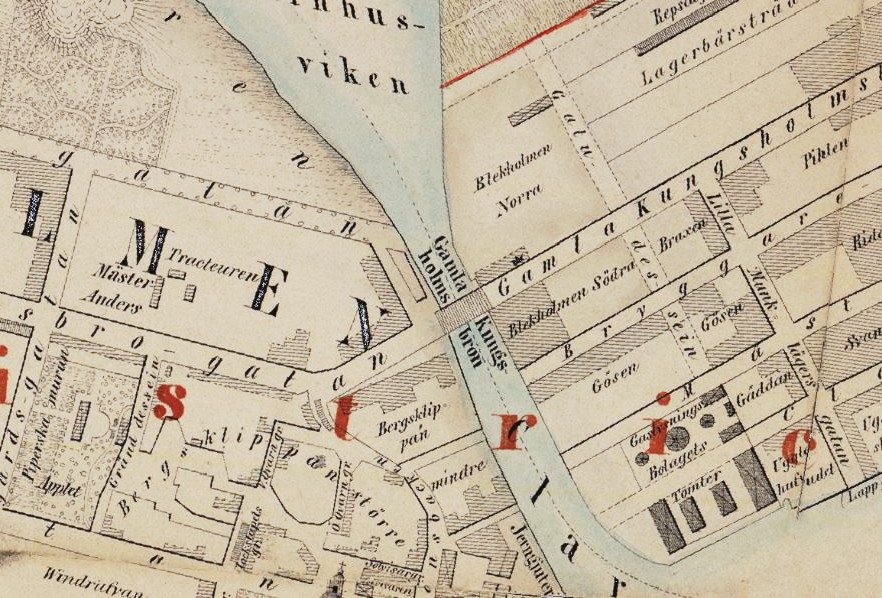
1855.

Genom landhöjningen och utfyllnader för bland annat Stockholms centralstation och Klaragasverket blev holmen till slut en del av Norrmalms fastland.
År 1912 invigdes Centralsaluhallen i områdets norra del. Söder därom anlades på 1930-talet Klarahallen för blommor, frukt och grönsaker. Dessa verksamheter flyttade på 1960-talet till Årsta partihallar. Trafikleden Klarastrandsleden drogs fram genom området sedan hallbyggnaderna rivits.
På 1990-talet förlades trafikleden i tunnel och ny bebyggelse kunde uppföras över denna. Huvudgata genom området är Blekholmsterrassen, som går mellan Klarabergsviadukten och Kungsgatan. Längs med vattnet går ett promenadstråk, Blekholmsstranden, och där finns restaurang Blekholmen.

## Bildgalleri

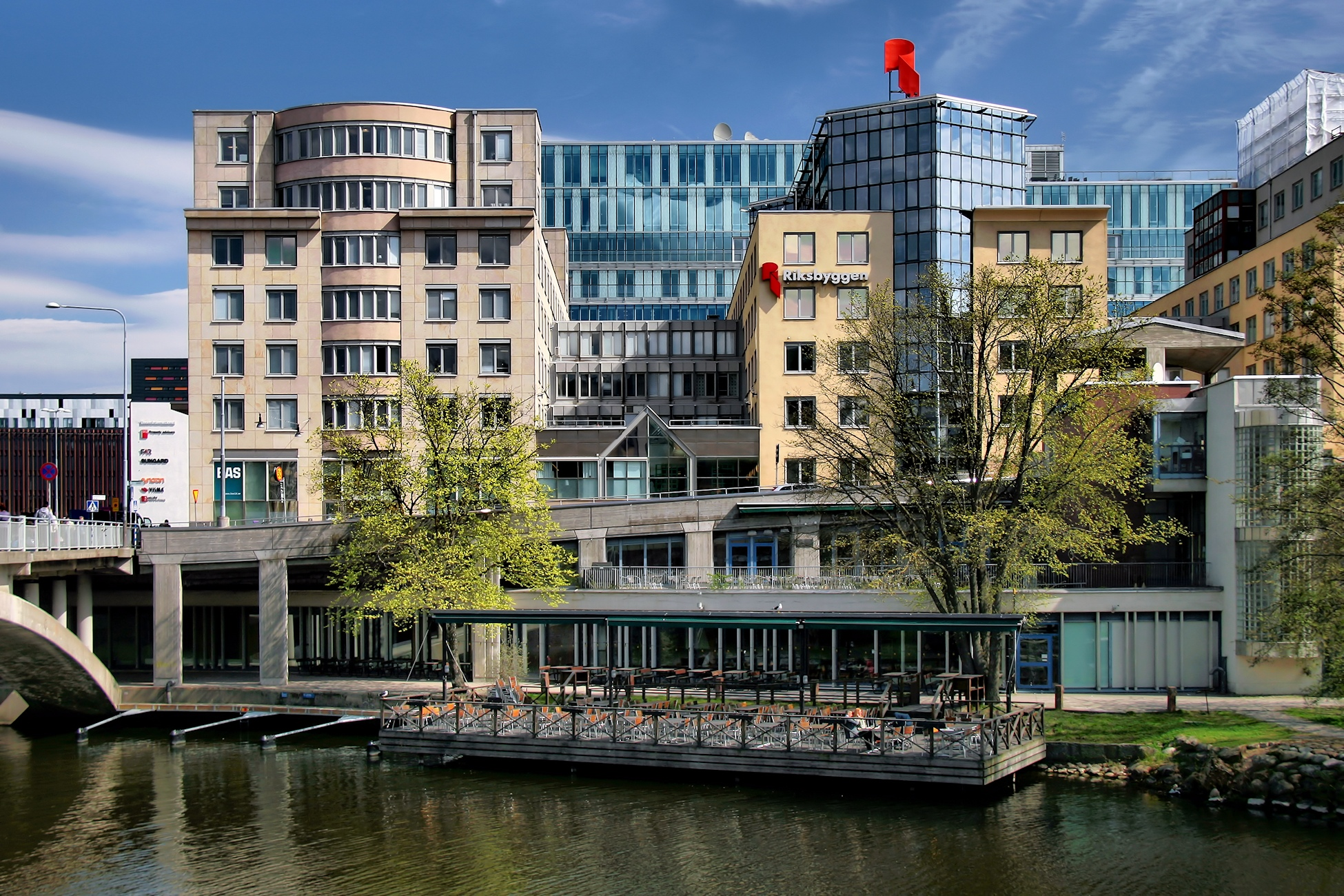
Blekholmsstranden.
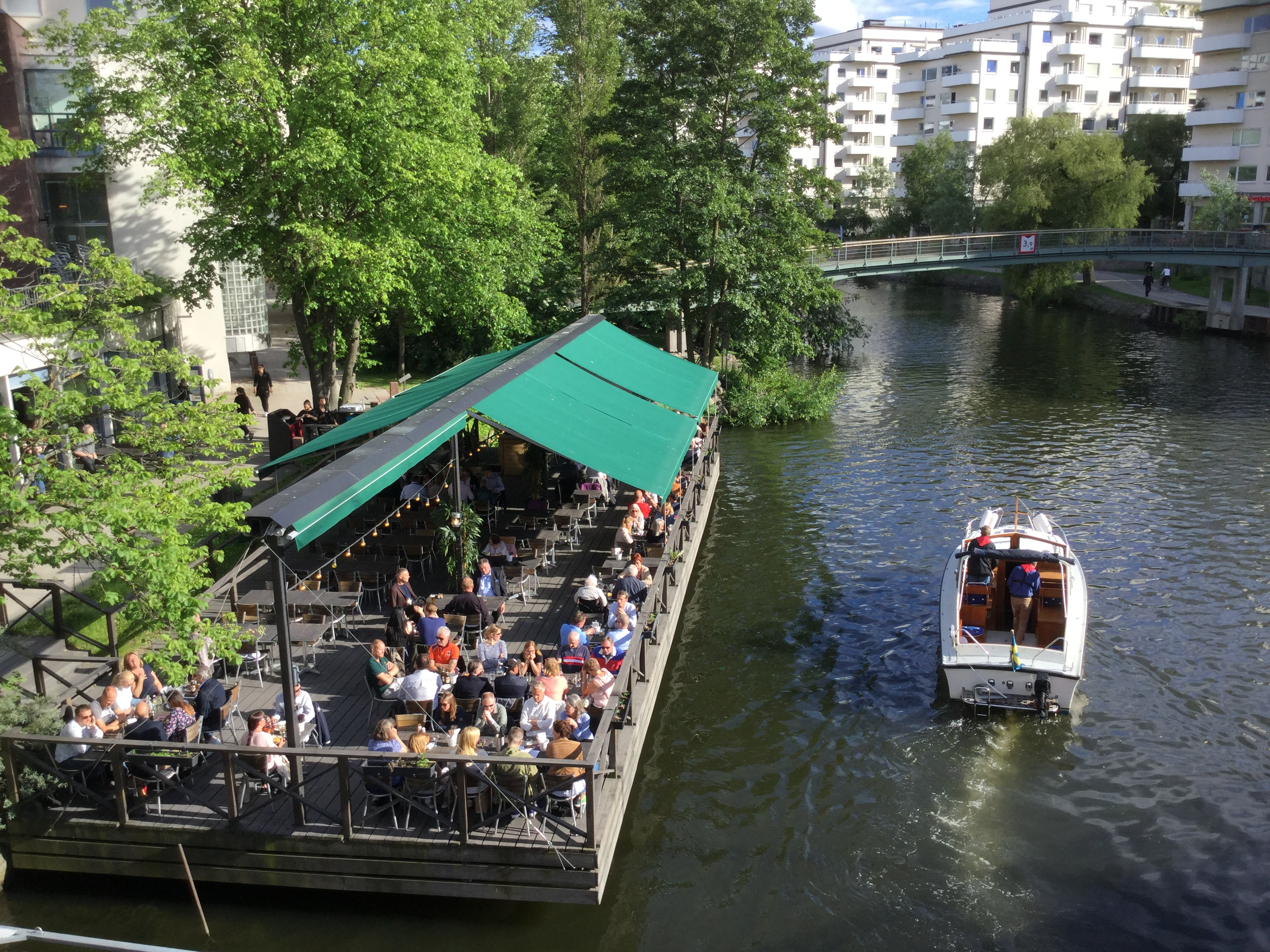
Restaurang Blekholmen.
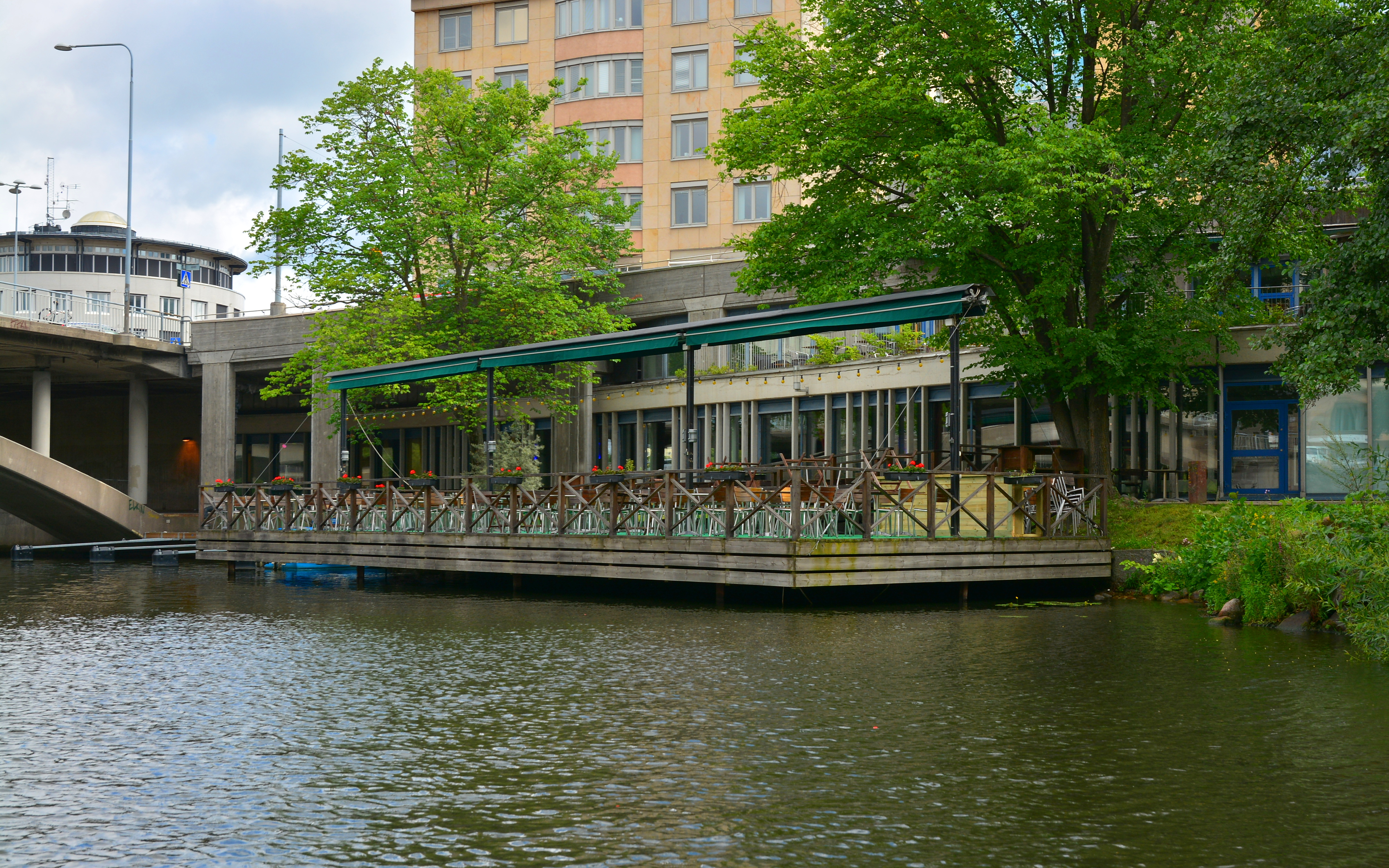
Restaurang Blekholmen.
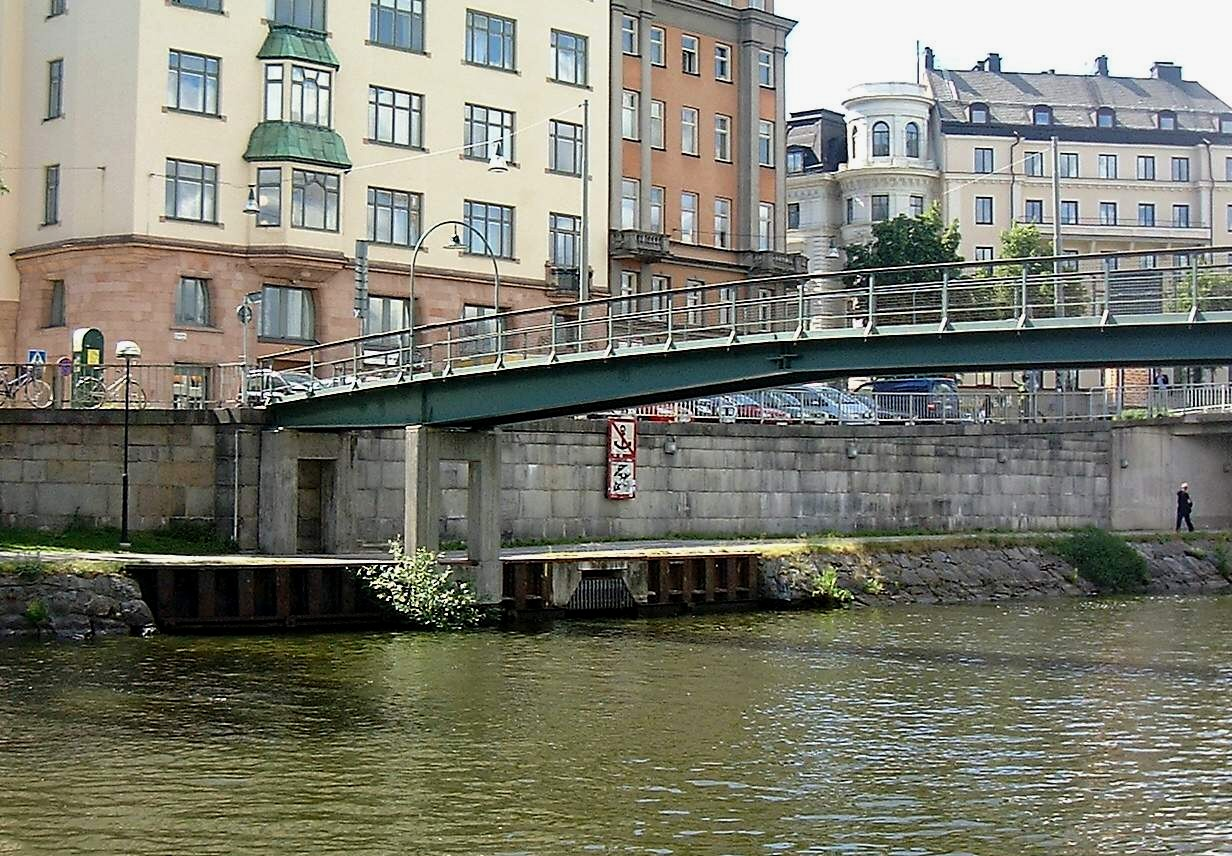
Blekholmsbron.